# Finanzministerium Osttimors

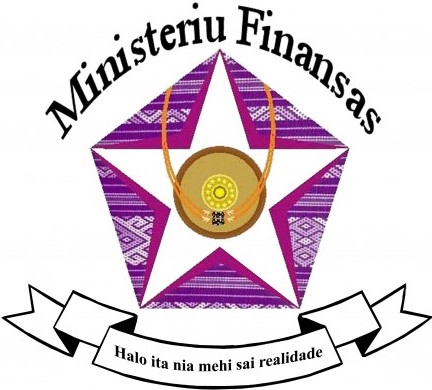
Logo des Finanzministeriums

Das Finanzministerium Osttimors (tetum Ministériu Finansas; portugiesisch Ministério das Finanças; kurz: MF) ist die osttimoresische Regierungsbehörde für die Finanzpolitik des Landes. Die Leitung obliegt dem Finanzminister des Landes. Obwohl es einen Neubau gibt, befindet sich das Finanzministerium im Komplex des Regierungspalastes in Gebäude Nummer 5.

## Aufgaben

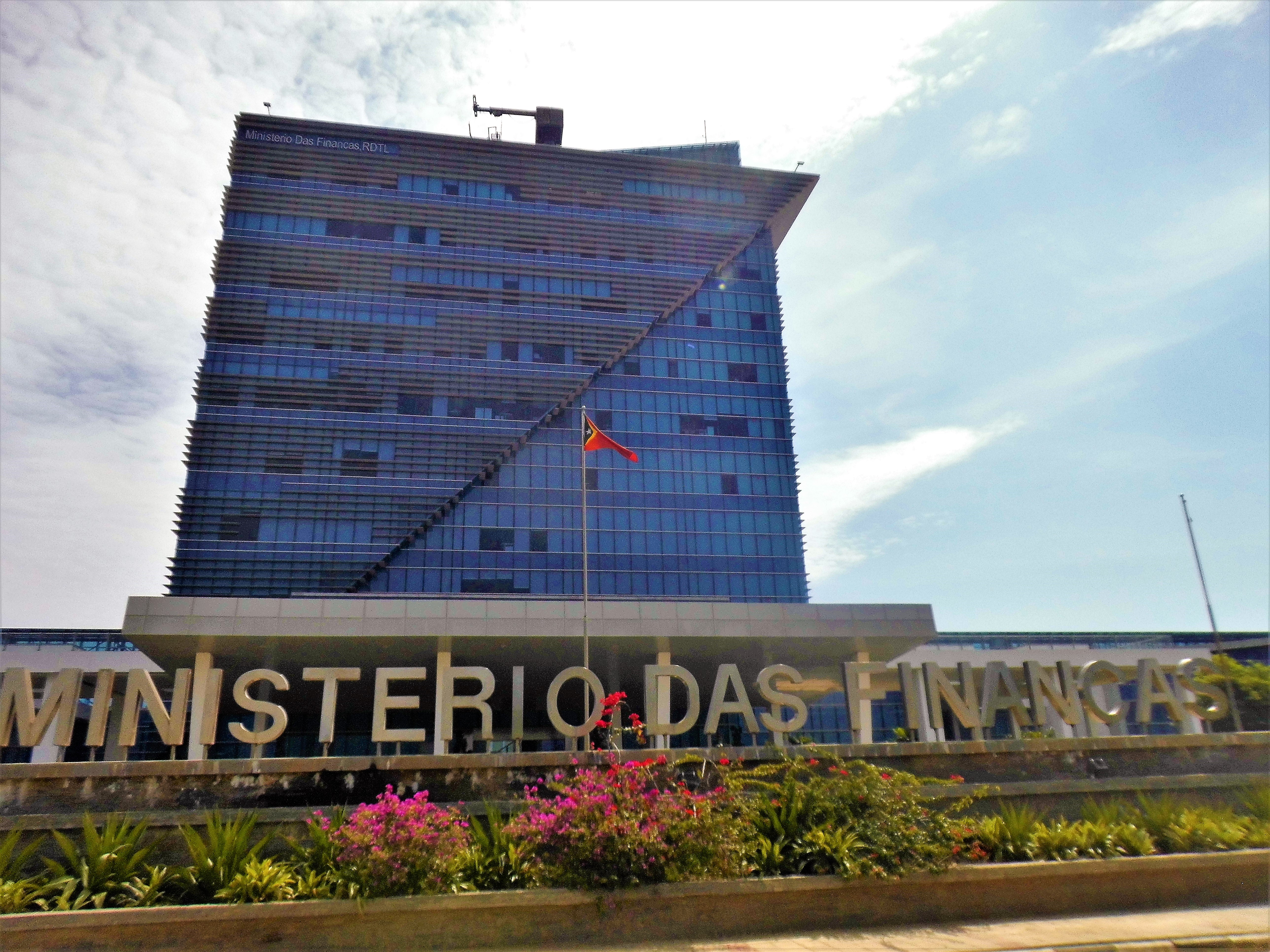
Das neue Gebäude des Finanzministeriums bleibt weitgehend unbenutzt

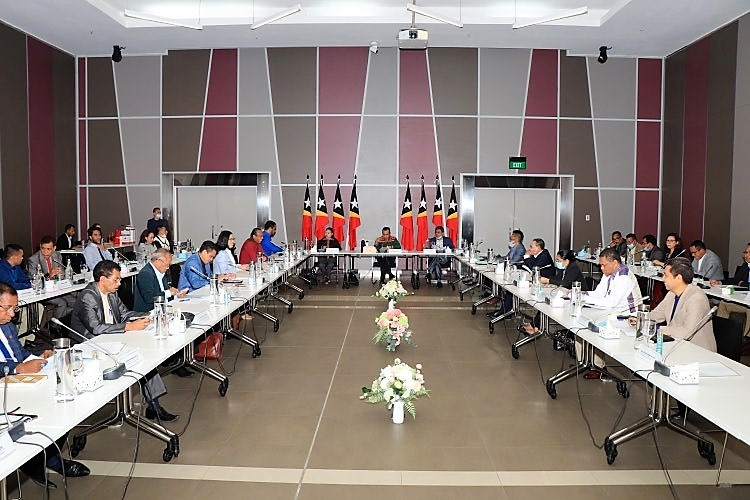
Sitzung der Regierung im Salaun Auditória Kay Rala Xanana Gusmão (2020)

Das Finanzministerium ist das Organ der Zentralregierung, das für die Konzeption, Durchführung, Koordinierung und Bewertung der vom Ministerrat festgelegten und genehmigten Politik für die Bereiche Haushalts- und Finanzüberwachung verantwortlich ist.
Der Finanzminister hat folgende Aufgaben: in Zusammenarbeit mit der Zentralbank Geld- und Devisenpolitik vorschlagen, die Politik vorschlagen und die Regulierungsprojekte in Bezug auf Makroökonomie, steuerliche und nicht steuerliche Einnahmen, Haushaltsrahmen, öffentliche Rechnungslegung, öffentliche Finanzen, Prüfung und Kontrolle der Staatskasse, Emission und Verwaltung öffentlicher Schulden entwerfen, den Erdölfonds Osttimors verwalten, die Koordinierung der Projekte und Programme zwischen Osttimor und den Entwicklungspartnern in Verbindung mit dem Außenministerium Osttimors, die Verwaltung der Auslandsverschuldung, der staatlichen Beteiligungen und der Entwicklungspartnerschaften durch Definition und Koordinierung von Steuer- und Finanzfragen, die Verwaltung des Staatsvermögens, abgesehen von der Rolle des Justizministeriums in Bezug auf Immobilien, die Förderung der Verwaltungspolitik in Bezug auf bewegliche Vermögenswerte des Staates in Zusammenarbeit mit anderen zuständigen öffentlichen Stellen, die Verwaltung der Lieferung von beschafften Waren an alle Ministerien, Verhandlung, Unterzeichnung und Verwaltung der Umsetzung von Verträgen für öffentlich-private Partnerschaften, um deren finanzielle Bewertung sicherzustellen, um eine angemessene Risikoteilung zwischen dem Staat und dem privaten Partner und die Nachhaltigkeit jedes Projekts zu ermöglichen, die Förderung der Einrichtung der Nationalen Entwicklungsbank, die Erstellung und Veröffentlichung amtlicher Statistiken, die Förderung der erforderlichen Regulierung und Durchführung der Finanzkontrolle über die den anderen Ministerien zugewiesenen Staatshaushaltsausgaben bei gleichzeitiger Verfolgung einer Politik der finanziellen Autonomie der Dienste, die Überwachung einer korrekten Verwaltung der Mittel aus dem Staatshaushalt für die indirekte Staatsverwaltung und die lokale Regierung durch Prüfung und Nachverfolgung, Koordinierung der nationalen und internationalen technischen Hilfe in Bezug auf technische Beratung von Regierungsstellen, ausgenommen die Ausbildung von Humanressourcen, die Entwicklung von Finanzmanagement-Informationssystemen in allen Diensten und Einrichtungen der öffentlichen Verwaltung in Verbindung mit der Entwicklung des E-Government-Prozesses und die Festlegung von Koordinierungs- und Kooperationsmechanismen mit anderen Regierungsstellen, die verwandte Bereiche überwachen.

## Untergeordnete Behörden
- Institutu Nasionál Estatístika Timor-Leste, I.P.
- Büro für Inspektionen und Audits (IAO)
- Rechtsabteilung
- Abteilung für Öffentlich-private Partnerschaften (PPPU)
- Abteilung Integriertes Finanzmanagement-Informationssystem (IFMISU)
- Abteilung für die Verwaltung des Erdölfonds (PFAU)
- Abteilung für Entwicklungspartnerschaft[3]
- Zollbehörde Osttimors (Autoridade Aduaneira)